# 木崎甲子郎
木崎甲子郎（きざき こうしろう、1924年9月16日 -2022年2月26日）は、日本の地質学者、琉球大学名誉教授。

## 略歴
大分県大分市出身。1951年北海道大学理学部地質・鉱物学科卒、1960年「日高変成帶におけるミグマタイトの研究」で理学博士。1952年北大助手、助教授。1968年メルボルン大学研究員をへて、1972年琉球大学教養部教授、のち理学部教授。1980-1983年国立極地研究所併任教授。1990年琉球大を定年退官、名誉教授となる。1993-1996年、ネパール国立トリブバン大学地質学教室客員教授（JICA専門員として）。1980年『琉球の自然史』で沖縄タイムス出版文化賞、1985年『琉球弧の地質誌』で沖縄タイムス伊波普猷賞受賞。南極地域観測隊に参加した。

## 著書
- 『氷点下の1年 南極・オーストラリア基地』朝日新聞社 1972
- 『南極大陸の歴史を探る』1973 岩波新書
- 『幻の内陸海 オーストラリア探検史話』山と渓谷社 1978
- 『南極航海記』築地書館 1982
- 『海に沈んだ古琉球』沖縄タイムス社 1983
- 『黒潮の国で』沖縄タイムス社 (タイムス選書) 1990
- 『ヒマラヤはどこから来たか 貝と岩が語る造山運動』1994 中公新書
- 『辺境の風景 木崎甲子郎画集』出版舎Mugen 2011
- 『極限の雪原を越えて わが南極遊記』成山堂書店 (極地研ライブラリー)2012

### 共編著
- 『琉球の自然史』編著 築地書館 1980
- 『琉球の風水土』目崎茂和共編著 築地書館 1984
- 『琉球弧の地質誌』編著 沖縄タイムス社 1985
- 『上昇するヒマラヤ』編著 築地書館 1988

## 論文
- ＜木崎甲子郎